# Czarcia miotła brzozy

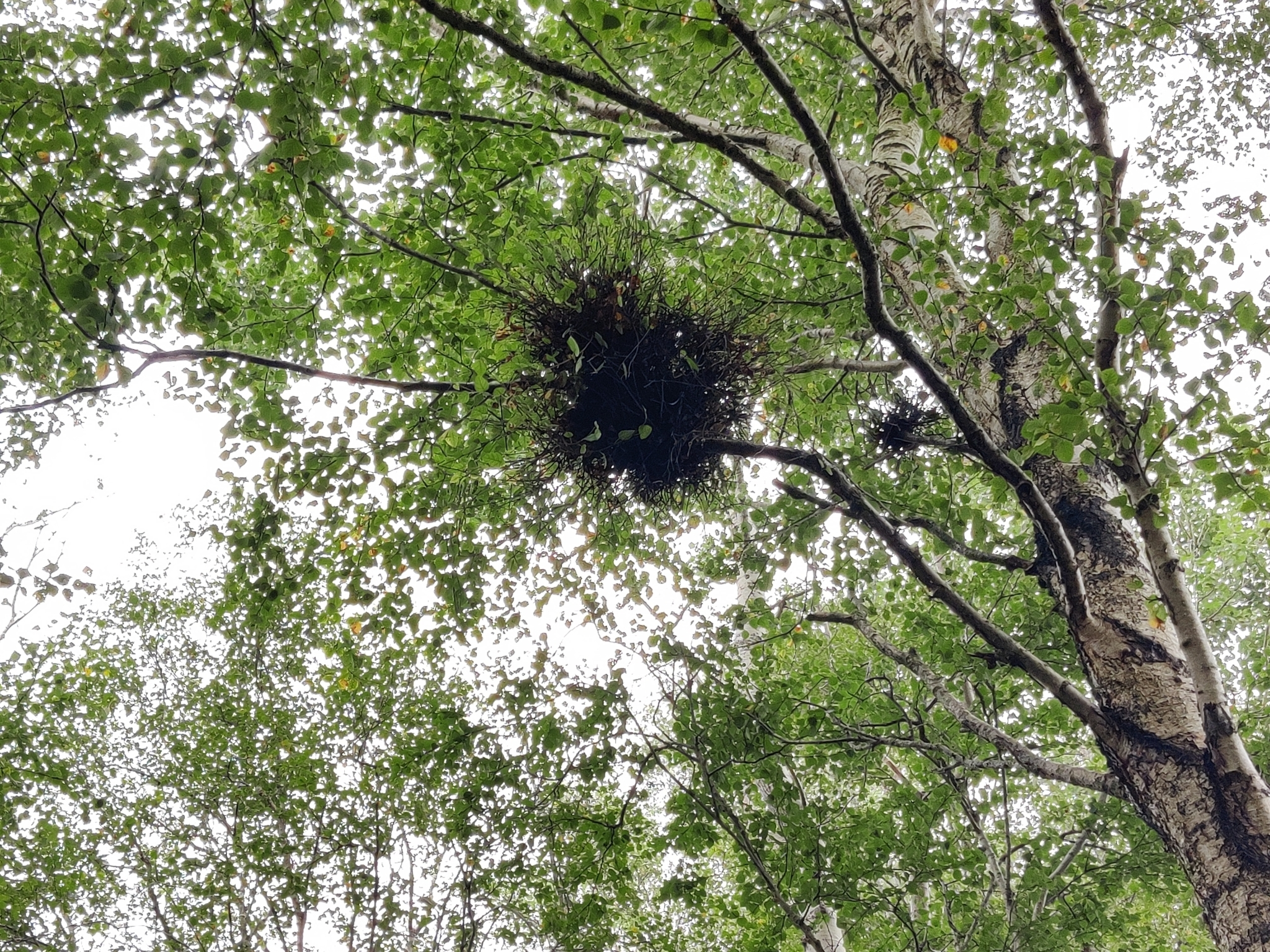
Czarcia miotła brzozy

Czarcia miotła brzozy (ang. witches' broom of birch) – grzybowa choroba roślin wywołana przez Taphrina betulina. Jest to grzyb workowy z rodziny szpetkowatych (Taphrinaceae).
Czarcia miotła brzozy to jedna z wielu tzw. czarcich mioteł. Jest to skupisko zagęszczonych pędów, które nie wykazują geotropizmu, albo jest on ujemny. Czarcie miotły brzozy żyją kilka lat i szczególnie dobrze widoczne są w okresie bezlistnym. Część ich pędów obumiera, na pozostałych, żywych liście są bladozielone i pokryte woskowym, żółtawym nalotem. Jest to skupisko gęsto, palisadowo upakowanych worków grzyba. Powstają w nich zarodniki płciowe (askospory) rozprzestrzeniające chorobę.
Badania brzóz omszonych (Betula pubescens) wykazały, że u zainfekowanych okazówTaphrina betulina następuje znaczne zmniejszenie przyrostu ich masy, gorszy rozwój, wigor i jakość pnia. Wysokość drzew zmniejszyła się średnio o 25% we wszystkich klasach średnicy, najbardziej w przypadku drzew mniejszych.